# Monoide xinès
En matemàtiques, un monoide xinès és un monoide generat per un alfabet totalment ordenat amb les relacions cba = cab = bca per cada a ≤ b ≤ c. El descrigueren Duchamp & Krob (1994) durant la seva classificació de monoides amb creixement similar al del monoide plactic, i fou estudiat en detall per Cassaigne et al. (2001).